# Theo Saat
Theodorus Antoon (Theo) Saat (Arnhem, 13 mei 1928 – Noordwijk, 2 juni 2015) was een Nederlandse atleet, die furore maakte op de sprint. In de jaren vijftig van de 20e eeuw veroverde hij op de twee sprintafstanden in totaal acht nationale titels. Tweemaal was hij betrokken bij de evenaring of verbetering van een nationaal record en eenmaal nam hij deel aan de Olympische Spelen.

## Biografie

### Eerste successen
Saat, die lid was van het Haagse Vlug en Lenig, trad voor het eerst op de voorgrond in 1950 door bij de Intergeallieerde Militaire Athletiek-kampioenschappen in Pau de 200 m te winnen in 21,8 s. In 1951 veroverde hij op het Nederlands kampioenschap zijn eerste van een bijna ononderbroken serie van zes titels op de 100 m. Slechts in 1953 moest hij het predicaat van beste Nederlandse sprinter een jaar uit handen geven. Ook op de 200 m was hij in 1951 de beste, evenals het jaar erna.

### Olympische Spelen 1952
In 1952 was Theo Saat aanwezig op de Olympische Spelen van Helsinki, waar hij op beide sprintnummers tot de deelnemers behoorde. Hoewel weinigen in hem van tevoren zelfs maar een kwartfinalist hadden gezien, wist hij op de 100 m, door tweede te worden in zowel serie (10,9 s) als kwartfinale (10,6), door te dringen tot de halve finale, waarin hij als zesde in 10,8 werd uitgeschakeld. Op de 200 m kwam hij, na winst in zijn serie in 22,0, in zijn kwartfinale tot 21,7. Ondanks de derde plaats die hij hiermee bereikte, was hij uitgeschakeld voor de halve finale.

### Nationaal record op EK
Twee jaar later was Saat eveneens present op de Europese atletiekkampioenschappen in Bern. Hij behaalde er een zesde plaats met een tijd van 11,1, nadat hij in zijn serie 10,9 (1ste) en de halve finale 10,8 (2de) had gelopen. Op de 4 x 100 m estafette slaagde hij erin om, samen met Teun Aret, Hayo Rulander en Aad van Hardeveld, het in 1936 gevestigde nationale record van 41,3 te evenaren. Het Nederlandse viertal werd er derde mee in zijn serie, wat niet voldoende was om door te dringen tot de finale. Pas in 1963, 29 jaar nadat het record was gevestigd, zou een ander Nederlands team erin slagen om deze tijd te verbeteren.
Na 1957 kwam er aan de alleenheerschappij van Theo Saat op de 100 m in Nederland een einde.

## Nederlandse kampioenschappen
| Onderdeel | Jaar                               |
| --------- | ---------------------------------- |
| 100 m     | 1951, 1952, 1954, 1955, 1956, 1957 |
| 200 m     | 1951, 1952                         |

## Persoonlijke records
| Onderdeel | Prestatie | Datum        | Plaats    |
| --------- | --------- | ------------ | --------- |
| 100 m     | 10,6 s    | 29 juni 1952 | Rotterdam |
| 200 m     | 21,4 s    | 25 juli 1954 | Rotterdam |

## Onderscheidingen
- Unie-erekruis in goud van de KNAU - 1968
- Lid in de Orde van Oranje-Nassau